# Двигун на ефекті Холла

Схема двигуна на ефекті Холла з протяжною зоною прискорення

Двигун на ефекті Холла — різновид електростатичного ракетного двигуна, в якому використовується ефект Холла (забезпечує замкнутий дрейф електронів). За однакових розмірів з іншим типом електростатичного ракетного двигуна — іонним, холлівський двигун має більшу тягу. Двигуни використовуються на космічних апаратах від 1972 року. Інша назва цього двигуна — плазмовий ракетний двигун. Однак часто під плазмовими двигунами мають на увазі всі електричні ракетні двигуни.

## Будова
Холлівський двигун складається з кільцевої камери між анодом і катодом, навколо якої розташовано магніти. З одного боку в камеру подається робоче тіло, з другого боку витікає плазма. Нейтралізація додатного заряду плазми здійснюється електронами, що емітуються з катода.
За принциповою схемою холлівські двигуни поділяються на двигуни з анодним шаром (ДАШ) і з протяжною зоною прискорення (СПД).

## Робота
Між анодом і катодом забезпечується різниця потенціалів. У кільцеву камеру подається робоче тіло (наприклад, ксенон). Під дією електростатичного поля іони розганяються в осьовому напрямку. В радіальному напрямку діє сила, яка відповідно до ефекту Холла спричиняє появу струму в азимутальному напрямку (замкнутий дрейф електронів у схрещених електричному і магнітному полях під дією сили Лоренца). Такий рух електронів забезпечує йонізацію робочого тіла, а також знімає обмеження за густиною струму, характерне для звичайного йонного двигуна, і дозволяє досягти відносно високих значень витрати робочого тіла, і, як наслідок, тяги двигуна.

## Застосування
Застосування холлівських двигунів у СРСР почалося в 1972 році. Їх серійне виробництво налагоджено в 1982 році. Найсучаснішим з цих двигунів є SPT-140, який у 2017 році вивів на цільову орбіту супутник Eutelsat 172B.
У 2017 році на орбіту запущено супутник VENµS зі встановленим на ньому холлівським двигуном нового покоління виробництва ізраїльської компанії «Рафаель».
Супутники Starlink оснащені двигунами, що працюють на ефекті Холла, з використанням криптону.